# Swift Hesperange
Swift Hesperange is een Luxemburgse voetbalclub uit Hesperange, een plaats dicht bij de hoofdstad van het groothertogdom. Het Stade Alphonse Theis is de thuisbasis van de club. De traditionele kleuren zijn rood-wit.

## Geschiedenis
In 1916 werd FC Swift Hesperange opgericht. Tijdens de Duitse bezetting kreeg men een Duitse naam en ging het verder onder FV Rot-Weiß Hesperingen. Na de oorlog werd de oude naam weer aangenomen.
In 1985 speelde de club voor het eerst in de hoogste klasse en vijf jaar later wist het de beker te veroveren. Sindsdien speelt het afwisselend in de Nationaldivisioun en de Éirepromotioun. De echte doorbrak kwam na het seizoen 2019/20, nadat investeerder Flavio Becca instapte. Na een derde en vierde plaats in de twee volgende seizoenen van de Nationaldivisioun, volgde het eerste Luxemburgs kampioenschap van de club in 2023.

## Erelijst
Nationaldivisioun
Winnaar in 2023
Beker van Luxemburg
Winnaar in 1990

## Eindklasseringen vanaf 1946
| 4 |

| 6 |

| 6 |

| 10 |

| 3 |

| 5 |

| 2 |

| 8 |

| 8 |

| 9 |

| 10 |

| 4 |

| 5 |

| 10 |

| 2 |

| 8 |

| 9 |

| 8 |

| 12 |

| 5 |

| 4 |

| 2 |

| 2 |

| 11 |

| 2 |

| 9 |

| 10 |

| 12 |

| 2 |

| 5 |

| 2 |

| 11 |

| 1 |

| 9 |

| 11 |

| 1 |

| 11 |

| 1 |

| 9 |

| 2 |

| 9 |

| 10 |

| 9 |

| 7 |

| 9 |

| 6 |

| 8 |

| 1 |

| 3 |

| 11 |

| 13 |

| 1 |

| 6 |

| 8 |

| 4 |

| 1 |

| 6 |

| 5 |

| 7 |

| 6 |

| 9 |

| 6 |

| 9 |

| 11 |

| 10 |

| 10 |

| 12 |

| 1 |

| 13 |

| 6 |

| 9 |

| 5 |

| 4 |

| 3 |

| 1 |

| 3 |

| 4 |

| 1 |

| 2 |

| 6 |

| Nationaldivisioun | Éirepromotioun | 1. Divisioun | 2. Divisioun | 3. Divisioun |

## In Europa
#R = #ronde, T/U = Thuis/Uit, W = Wedstrijd, PUC = punten UEFA coëfficiënten .
Uitslagen vanuit gezichtspunt Swift Hesperange
| Seizoen                                                    | Competitie        | Ronde | Land                     | Club              | Totaalscore | 1e W    | 2e W    | PUC |
| ---------------------------------------------------------- | ----------------- | ----- | ------------------------ | ----------------- | ----------- | ------- | ------- | --- |
| 1990/91                                                    | Europacup II      | 1R    | Vlag van Polen           | Legia Warschau    | 0-6         | 0-3 (U) | 0-3 (T) | 0.0 |
| 2021/22                                                    | Conference League | 1Q    | Vlag van Slovenië        | NK Domžale        | 1-2         | 0-1 (U) | 1-1 (T) | 0.5 |
| 2023/24                                                    | Champions League  | 1Q    | Vlag van Slowakije       | Slovan Bratislava | 1-3         | 1-1 (U) | 0-2 (T) | 3.0 |
| 2023/24                                                    | Conference League | 2Q    | Vlag van Wales           | The New Saints FC | 4-3         | 1-1 (U) | 3-2 (T) | 3.0 |
|                                                            |                   | 3Q    | Vlag van Noord-Macedonië | FC Struga         | 3-4         | 1-3 (U) | 2-1 (T) | 3.0 |
| Totaal aantal behaalde punten voor UEFA coëfficiënten: 3.5 |                   |       |                          |                   |             |         |         |     |

Zie ook
- Deelnemers UEFA-toernooien Luxemburg
- Ranglijst van alle clubs die in de diverse Europa Cups zijn uitgekomen

## Bekende spelers
- Alija Bešić
- Frank Deville
- Jean-Paul Girres

- Kim Kintziger
- René Peters
- John van Rijswijck

- Jeff Saibene
- Manou Schauls